# 哈桑站
哈桑站（羅馬化：Stantsiya Khasan）是俄羅斯滨海边疆区哈桑区哈桑镇的一個鐵路車站，本站位於俄朝邊境，通過橫跨圖們江的友誼橋與朝鮮羅先特別市的豆滿江站相连。为西伯利亚铁路哈桑铁路支线终点站。
本站于1951年9月28日启用，目前同时铺设有1520mm宽轨及1435mm标准轨，以方便进行跨境运输。2011年车站开始进行改造，直至2013年9月22日改造工程结束。
车站拥有6条轨道。其中2条尽头线为宽轨；4条是寬軌與標準軌的三轨混合线，经过车站南咽喉通向朝鲜国境铁路桥。莫斯科-平壤国际旅客列车（全程10,267公里，图定9天9夜，两周开行一次）、平壤-哈巴罗夫斯克国际旅客列车经过该站。